# Kuhn Nunatak
Il Kuhn Nunatak (in lingua inglese: Nunatak Kuhn) è uno sporgente nunatak, o picco roccioso isolato, situato 6 km a ovest del fianco occidentale del Foundation Ice Stream, nei Monti Pensacola in Antartide. 
Il nunatak è stato mappato dall'United States Geological Survey (USGS) sulla base di rilevazioni e foto aeree scattate dalla U.S. Navy nel periodo 1956-66.
La denominazione è stata assegnata dall'Advisory Committee on Antarctic Names (US-ACAN) in onore di Michael H. Kuhn, meteorologo della Stazione Plateau durante l'inverno del 1967.